# Warrix Sports
Warrix Sport là một công ty sản xuất thể thao của Thái Lan được thành lập vào năm 2013 chuyên sản xuất áo đấu, trang phục thể thao, thiết bị tập luyện, v..v... Từ "Warrix" được lấy cảm hứng từ chữ "Warrior" (Chiến binh) và chủ đề của thương hiệu liên quan đến các chiến binh huyền thoại của Thái Lan. Bắt đầu từ tháng 1 năm 2017, WARRIX là nhà tài trợ chính cho Đội tuyển bóng đá quốc gia Thái Lan. Thương hiệu xuất hiện chính thức lần đầu tiên bằng cách tài trợ cho các đội Thai League là Chiangmai F.C. và Nakhon Ratchasima F.C. vào năm 2014.

## Thương hiệu
- WARRIX

## Tài trợ

### Bóng đá

#### Giải đấu bóng đá
Warrix là một trong 3 nhãn hiệu đồng hành chính thức của giải AFF Suzuki Cup 2020 tại khu vực Đông Nam Á, đồng thời cũng là nhà tài trợ chính thức của trái bóng trong giải đấu này.

#### Đội tuyển quốc gia
- Thái Lan 2017 –
- Myanmar 2018 –

Năm 2016, Warrix đã giành chiến thắng với tư cách là nhà tài trợ chính thức của Đội tuyển bóng đá quốc gia Thái Lan với tổng số tiền tài trợ là 400 triệu Baht (khoảng 278,6 tỉ đồng). Hợp đồng kéo dài từ ngày 1 tháng 1 năm 2017 đến ngày 31 tháng 12 năm 2020. Warrix đã đặt tên cho 2 bộ dụng cụ đầu tiên của mình cho Đội tuyển bóng đá quốc gia Thái Lan là Chayanuparb and Prabtrichak, được đặt theo tên của 2 chiến binh huyền thoại Thái Lan. Bộ trang phục thể thao được ra mắt khi Thái lan gặp Ả Rập Xê Út tại vòng loại World Cup 2018 vào ngày 9 tháng 2 năm 2017.

#### Câu lạc bộ
- Lao Toyota 2015–2019
- Melaka United 2018–
- Suphanburi 2015–
- Chainat Hornbill 2016–
- Udon Thani 2016–2017
- Angthong 2018–2020
- Buriram United (AFC Champions League) 2018
- BTU United 2018–2020
- Kalasin 2018–2019
- Nakhon Ratchasima Mazda 2018
- Nongbua Pitchaya 2018–
- PT Prachuap 2018–
- Simork 2018–2019
- PTT Rayong 2019
- BG Pathum United 2021–
- Hougang United 2019–
- Tiong Bahru 2019
- Singapore Cricket Club 2019–
- Persela Lamongan 2019

### Marathon
Warrix Sports còn là nhà tài trợ trang phục chính thức cho giải chạy Buriram marathon 2020 diễn ra tại Thái Lan.